# Amplifikacja (psychologia)
Amplifikacja – stosowana przez szwajcarskiego psychologa Carla Gustava Junga metoda pomocna w psychoterapeutycznej analizie snów. Polega ona na rozszerzaniu znaczenia obrazu sennego dzięki przepracowaniu wraz z pacjentem pojawiających się w nim elementów. Analityk, oprócz korzystania z informacji dostarczanych przez pacjenta (uzyskiwanych np. dzięki zastosowaniu metody swobodnych skojarzeń), interpretuje treść marzenia sennego porównując jego elementy (np. symbole) z paralelnymi elementami należącymi do zakresu takich dziedzin jak religia, mitologia, sztuka czy kulturoznawstwo. W technice amplifikacji stosowana jest również analiza zestawu snów pod kątem powtarzalności bądź zmian pojawiających się w nich treści.
Metoda amplifikacji opiera się na jungowskiej teorii postulującej istnienie wspólnej dla całej ludzkości i rządzącej się identycznymi mechanizmami części ludzkiej psychiki – nieświadomości zbiorowej.
Najpełniejsze przedstawienie tejże metody stanowi zbiór tekstów będący zapisem prowadzonych przez Junga seminariów z lat 1928-1930:
- C.G. Jung: Analiza marzeń sennych, przeł. R. Reszke, KR, Warszawa 2002.